# Maxim Alexandrowitsch Gluschenkow
Maxim Alexandrowitsch Gluschenkow (russisch Максим Александрович Глушенков; * 28. Juli 1999 in Smolensk) ist ein russischer Fußballspieler.

## Karriere

### Verein
Gluschenkow begann seine Karriere bei Tschertanowo Moskau. Im Juli 2016 debütierte er für die erste Mannschaft von Tschertanowo in der drittklassigen Perwenstwo PFL. Am Ende der Saison 2017/18 stieg er mit dem Verein in die Perwenstwo FNL auf, bis dahin war er zu 44 Einsätzen in der dritthöchsten Spielklasse gekommen und hatte 15 Tore gemacht. Nach dem Aufstieg gab er im Juli 2018 sein Debüt in der zweiten Liga, als er am ersten Spieltag der Saison 2018/19 gegen Rotor Wolgograd in der 70. Minute für Dmitri Zyptschenko eingewechselt wurde. Bis zur Winterpause kam Gluschenkow zu 21 Zweitligaeinsätzen, in denen er elf Tore erzielte.
Im Januar 2019 wechselte er zum Erstligisten Spartak Moskau. Sein Debüt für Spartak in der Premjer-Liga gab er im März 2019 gegen Zenit St. Petersburg. Bis Saisonende spielte er fünf Mal in der höchsten Spielklasse. Im Februar 2020 wurde Gluschenkow an den Ligakonkurrenten Krylja Sowetow Samara verliehen. In Samara kam er bis zum Ende der Leihe zu zehn Einsätzen in der Premjer-Liga, in denen er drei Tore machte.
Zur Saison 2020/21 kehrte er wieder nach Moskau zurück. Nach fünf Einsätzen zog er sich im September 2020 einen Kreuzbandriss zu und fiel bis zur Winterpause aus. Im Februar 2021 wurde Gluschenkow ein zweites Mal verliehen, diesmal an den FK Chimki. Doch auch nach seiner Rückkehr im Sommer folgte die nächste Ausleihe, erneut ging es zu Krylja Sowetow Samara. Für Samara kam er diesmal zu 28 Einsätzen in der Premjer-Liga, in denen er sieben Tore erzielte. Im Juni 2022 wurde er von Krylja Sowetow fest verpflichtet. In der Saison 2022/23 kam er dann bis zur Winterpause zu 16 Einsätzen und erzielte fünf Tore.
Im Januar 2023 wechselte Gluschenkow zum Ligakonkurrenten Lokomotive Moskau. Bis Saisonende kam er zu 13 Einsätzen, in denen er fünfmal traf. In der Saison 2023/24 erzielte er sechs Tore in 29 Einsätzen in der Premjer-Liga. Zur Saison 2024/25 schloss sich Gluschenkow dem amtierenden Meister Zenit St. Petersburg an.

### Nationalmannschaft
Gluschenkow spielte zwischen Januar und April 2017 elf Mal für die russische U-18-Auswahl. Von August 2017 bis August 2018 spielte er sechs Mal für die U-20-Mannschaft, im Oktober 2017 kam er zudem zwei Mal im U-19-Team zum Einsatz. Im März 2019 debütierte er für die U-21-Auswahl.
Im September 2022 gab er in einem Testspiel gegen Kirgisistan sein Debüt für die A-Nationalmannschaft.